# Dara Korniy
Dara Korniy, nacida Myroslava Ivanivna Zamoiska (Sekun, Ucrania; 20 de septiembre de 1970), es una escritora ucraniana de urban fantasy. Laureada con el tercer premio del concurso Coronación de la Palabra por la novela Honykhmarnyk (2010).

## Biografía
Nació en la aldea de Sekun, dentro del Raión de Stara Vyzhivka, Óblast de Volinia. Se graduó en la escuela secundaria de la aldea Knyazhe, Óblast de Leópolis. La educación superior la obtuvo en Leópolis, graduándose en el departamento de periodismo editorial del Instituto Poligráfico Ucraniano –conocida como Academia de la Imprenta de Ucrania–. Trabaja en la Academia Nacional de Artes de Lviv.
Dara Korniy vive en Lviv. Tiene una hija mayor, Daryna, y un hijo menor, Maxym.

## Trayectoria
Dara Korny tomó el seudónimo del nombre de su hija Daryna y del apellido de soltera de su madre, Korniy en recuerdo de su abuelo, de quien recibió el legado cultural.
Se adentró en el mundo de la literatura fantástica a través de su hija Darya, aficionada a la saga Crepúsculo. Interesada en la mitología precristiana, a la  etnografía y al folklore ancestral, así como a la literatura popular ucraniana, temas recurrentes en sus obras, empezó su trayectoria como escritora creando cuentos de hadas para un público infantil, publicados en las revistas Angelito y La educación del angelito, y para adolescentes en las revistas Alados y Compañero de escuela. Escribió también literatura de fantasía destinada al público adulto buscando el resurgir de la cultura local frente a las tradiciones importadas.
Influenciada por Tolkien, Lesya Ukrainka y Forest Song, su primer gran trabajo fue publicado por la editorial Family Leisure Club en 2010. Se trató de la novela Honykhmarnyk, escrita en el género de la fantasía urbana. La novela le brindó el tercer premio del concurso literario Coronación de la palabra de 2010, en el rubro Novela, también premiado con Debut del año por la publicación Amigo del lector y ganó el premio de la convención de fantasía y ciencia ficción PORTAL-2011, Autodescubrimiento, en honor a Volodymyr Savchenko. Después de publicar su primera novela, Dara Korniy recibió el título informal de la Stephenie Meyer ucraniana.
La segunda obra de peso de la escritora fue Porque tu existes, ganadora de la categoría La elección de los editores, en el concurso Coronación de la palabra - 2011. También escrito en género de fantasía urbana.
La tercera novela, El Reverso de la Luz, fue la ganadora de la categoría La elección de los editores, en el concurso Coronación de la palabra - 2012.

## Obras
- Honykhmarnyk, Járkov, Family Leisure Club (KSD), 2010, 336 p.
- Porque tu existes, Járkov, Family Leisure Club (KSD), 2012, 240 p.
- El Reverso de la Luz, Járkov, Family Leisure Club (KSD), 2010.[9]
- Una estrella para ti, Járkov, Family Leisure Club (KSD), 2013.
- El Reverso de la Sombra, Járkov, Family Leisure Club (KSD), 2013.[9]
- Los cucos de invierno (en colaboración con Tala Vladmyrova), Járkov, Family Leisure Club (KSD), 2014.
- El Diario de una Mavka, Járkov, Family Leisure Club (KSD), 2014.
- Alas color de las nubes (en colaboración con Tala Vladmyrova), Járkov, Family Leisure Club (KSD), 2014.
- Petrus-Khimorodnik, Editorial Teza, 2015.
- El Reverso del Crepúsculo, Járkov, Family Leisure Club (KSD), 2016.
- El Reverso de los Mundos, Járkov, Family Leisure Club (KSD), 2016.